# Sauvion
Sauvion (en francès Saubion) és un municipi francès situat al departament de les Landes i a la regió de la Nova Aquitània.

## Demografia
| 1962                                       | 1968 | 1975 | 1982 | 1990 | 1999 | 2007  |
| ------------------------------------------ | ---- | ---- | ---- | ---- | ---- | ----- |
| 407                                        | 445  | 384  | 508  | 684  | 935  | 1.281 |
| Des de 1962: població sense dobles comptes |      |      |      |      |      |       |

## Administració
| Període   | Identitat       | Partit |
| --------- | --------------- | ------ |
| 2001-2008 | Jeanine Labèque |        |
| 2008-     | Pierre Cabaloue |        |